# Сантюль VI (виконт Беарна)
Сантюль VI (фр. Centulle VI, баск. Zentulo VI; ум. июль 1134) — виконт Беарна с 1130/1131 года, сын виконта Гастона IV Крестоносца и Талезы Санчес Арагонской.

## Биография
После гибели в 1130/1131 году виконта Гастона IV Беарн унаследовал его несовершеннолетний сын Сантюль VI. Регентшей при нём стала мать, Талеза Арагонская. Его наставником был епископ Лескара Ги де Лон, который также командовал беарнской армией.
В 1134 году Сантюль по призыву короля Арагона Альфонсо I Воителя отправился в Испанию. Там он в июле принял участие в осаде Фраги. Там арагонская армия была атакована и разбита альморавидским наместником Валенсии, при этом Сантюль погиб. Женат он не был, детей не оставил.
Со смертью Сантюля угасла мужская линия Беарнского дома. Беарн перешёл под управление Пьера III малолетнего сына Жискарды, сестры Сантюля, муж которой, виконт Габардана Пьер II, к тому моменту, вероятно, умер.